# جيف رانسوم
جيف رانسوم (بالإنجليزية: Jeff Ransom)‏ هو لاعب كرة قاعدة أمريكي، ولد في 11 نوفمبر 1960 في فريسنو في الولايات المتحدة.

## وصلات خارجية
- جيف رانسوم على موقعبيزبول رفرنس.كوم (الدوري الرئيسي) (الإنجليزية)